# Ato Institucional n.º 17
O Ato Institucional Número Dezessete (AI-17) foi editado em 14 de outubro de 1969, autorizava a junta militar brasileira a colocar na reserva os militares que "tivessem atentado ou viessem a atentar, comprovadamente, contra a coesão das forças armadas". Uma forma encontrada para conter a oposição surgida em algumas áreas militares pela indicação de Médici.